# Yam (déu)
Yam és un déu cananeu fill d'El, de la llengua cananea (en hebreu ים) significa "mar", és un nom d'Ugarit, déu dels rius i el mar. També anomenat El jutge Nahar ("el jutge del riu"), és també un dels ilhm o Elohim els fills del déu El del panteó dels déus cananeus. El Yam és la deïtat del «caos primordial» i representa el poder del «mar salvatge i furiós», se'l veu com causant de les tempestes i desastres. Fou expulsat pels déus de la muntanya celestial Sappan (actual Jebel Aqra). De tots els déus, tot i ser el campió del déu El, Yam té una hostilitat especial contra Baal Hadad, fill de Dagon. El Yam és un déu del mar i el seu palau es troba en el Tàrtar un abisme de les profunditats dels oceans. En els textos de la religió ugarítica, Yam és enemic de Hadad i és també conegut com el rei "dels cels" i el "fill primogènit" de El, a qui els antics grecs van identificar amb el seu déu Cronos, igual que Baal era identificat amb Zeus, Yam amb Posidó i Mot amb Hades. Yam vol convertir-se en el «Senyor dels déus», els dos éssers es maten entre si i ressusciten després. Alguns autors han suggerit que aquests contes reflecteixen l'experiència dels cicles estacionals de l'antic orient pròxim.